# HEART (musikalbum)
Heart är det femte musikalbumet av L'Arc-en-Ciel. Det gavs ut 25 februari 1998 på Ki/oon Records.

## Låtlista
| Nr | Titel               | Text  | Musik |
| -- | ------------------- | ----- | ----- |
| 1  | Loreley             | Hyde  | Hyde  |
| 2  | Winter Fall         | Hyde  | Ken   |
| 3  | Singin' in the Rain | Hyde  | Hyde  |
| 4  | Shout at the Devil  | Hyde  | Ken   |
| 5  | Niji (虹 Regnbåge?) | Hyde  | Ken   |
| 6  | Birth!              | Hyde  | Hyde  |
| 7  | Promised Land       | Hyde  | Ken   |
| 8  | Fate                | Hyde  | Ken   |
| 9  | Milky Way           | Tetsu | Tetsu |
| 10 | Anata (あなた Dig?) | Hyde  | Tetsu |